# Aspergillus elongatus
Aspergillus elongatus är en svampart som beskrevs av J.N. Rai & S.C. Agarwal 1970. Aspergillus elongatus ingår i släktet Aspergillus och familjen Trichocomaceae.   Inga underarter finns listade i Catalogue of Life.